# Marion Hänsel

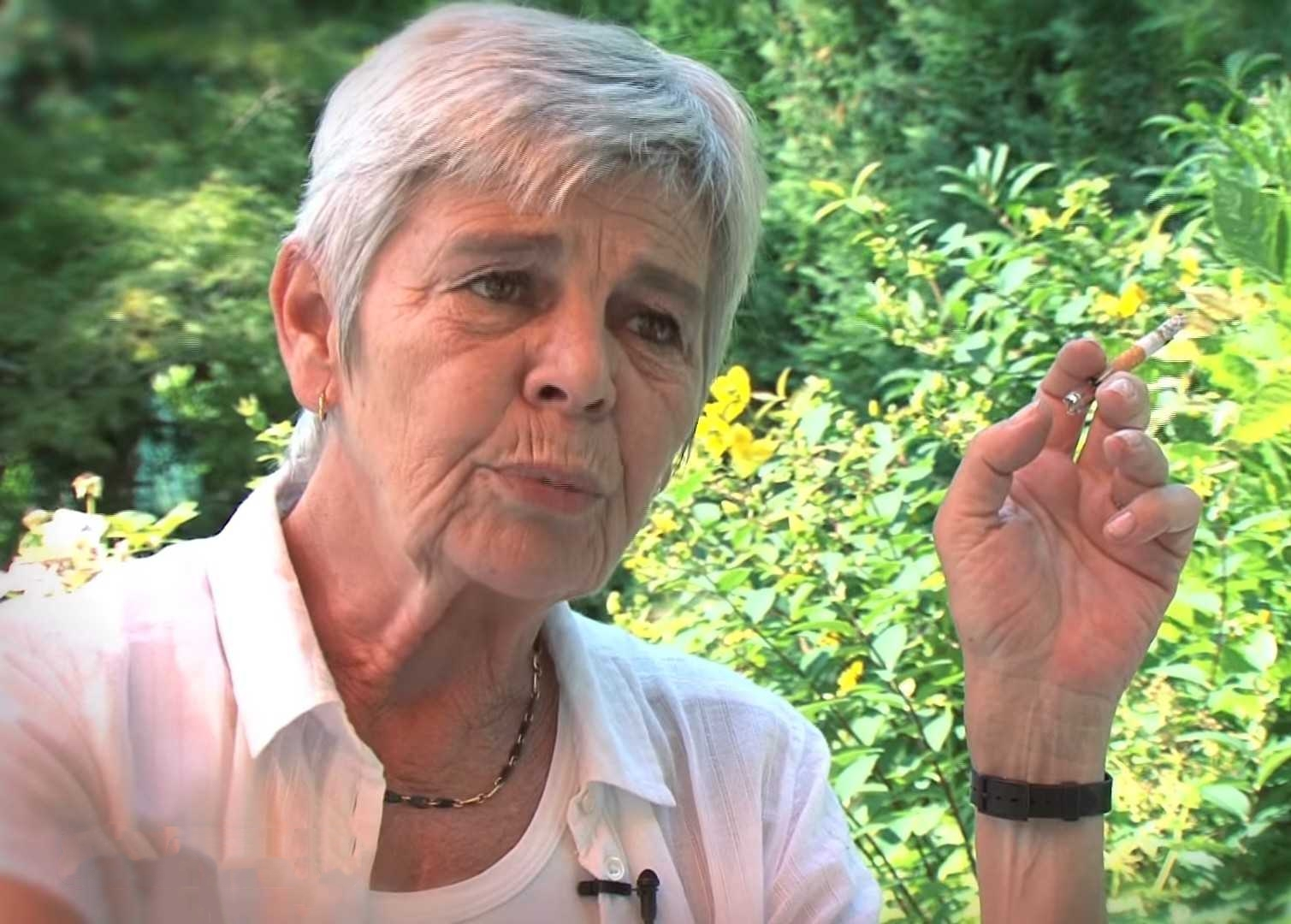
Marion Hänsel, 2016

Marion Hänsel (* 12. Februar 1949 in Marseille, Département Bouches-du-Rhône, Frankreich als Maria Ackermann; † 8. Juni 2020) war eine belgische Schauspielerin, Drehbuchautorin, Filmproduzentin und Filmregisseurin.

## Leben
Hänsel erhielt Schauspielunterricht am Actors Studio in New York City, später besuchte sie eine Zirkusschule, um sich zur Seiltänzerin ausbilden zu lassen.
Zunächst arbeitete sie als Schauspielerin in Werken von Agnès Varda und anderen Filmemachern. Schon bald begann sie ihre eigenen Filme zu drehen. Ihre Autorenfilme thematisieren die Kälte der modernen Welt und deren bis zur Selbstzerstörung reichende menschlichen Kommunikationsprobleme.
Ende Januar 2020 widmete das Festival international du film de Rotterdam der Brüsseler Cineastin eine umfassende ehrende Retrospektive.

## Filmografie
- 1977: Equilibres (Kurzfilm) – Regie
- 1982: Le Lit – Regie, Produktion
- 1985: Im Herzen des Landes (Dust) – Regie, Produktion
- 1987: Barbarische Hochzeit (Les noces barbares) – Regie, Produktion
- 1989: Das Geheimnis des Dirigenten (Il maestro) – Regie, Produktion
- 1992: Verschwörung der Kinder (Sur la terre comme au ciel) – Regie, Drehbuch, Produktion
- 1995: Der Teufel und die tiefe blaue See (Between the Devil and the deep blue Sea) – Regie, Drehbuch, Produktion
- 1998: The Quarry – Regie, Produktion
- 2001: Wolken – Briefe an meinen Sohn (Nuages: Lettres à mon fils) (Dokumentarfilm) – Regie, Produktion
- 2004: 25 Grad im Winter (25 degrés en hiver) – Produktion
- 2005: Hell – Ko-Produktion
- 2006: Als der Wind den Sand berührte (Si le vent soulève les sables) – Regie, Drehbuch, Produktion
- 2010: Cirkus Kolumbia – Ko-Produktion
- 2010: Schwarzer Ozean (Noir Océan) – Regie, Ko-Produktion
- 2013: Zärtlichkeit (La Tendresse) – Regie, Drehbuch, Produktion
- 2016: Stromaufwärts (En amont du fleuve) – Regie
- 2019: Es war einmal ein kleines Schiff (Il était un petit navire) – Regie, Buch

## Auszeichnungen
- 1982: Prix André-Cavens der belgischen Union de la critique de cinéma für Le Lit
- 1985: Silberner Löwe der Internationalen Filmfestspiele von Venedig für Dust
- 2004: Mira d’Or für das Lebenswerk
- 2022: Magritte-Ehrenpreis für das Lebenswerk (postum)